# Абдалієв Каракози
Абдалієв Каракози (каз. Қарақозы Әбдәлиев; 1908 — 1943) — лейтенант Червоної Армії. Герой Радянського Союзу (1943, посмертно).

## Біографія
Народився у 1908 році у місцині яка нині в межах Толебійського району Південно-Казахстанської області у сім'ї селянина-бідняка. Казах. Закінчив семирічну школу, працював у колгоспі. У 1940 році був обраний секретарем колгоспної парторганізаціі.
У Червоній Армії з червня 1941 року. У діючій армії з 1942 року.
Командир взводу 690-го стрілецького полку (126-та стрілецька дивізія, 51-а армія, 4-й Український фронт) лейтенант Абдалієв відзначився у боях за місто Мелітополь. 22 жовтня 1943 року штурмуючи місто контрольоване ворогом, зі своїм взводом вибивав гітлерівців із будинків та знищив 23 вогневих точки, знищивши багато ворожої живої сили. Пляшкою з горючим вивів з ладу німецький середній танк, будучи смертельно пораненим іншим танком, з останніх сил гранатами зміг вивести з ладу і його також, хоч і загинув під його гусеницями.

## Нагороди та вшанування пам'яті
1 листопада 1943 року К.Абдалієву було посмертно присвоєно звання Героя Радянського союзу. Також нагороджений  орденом Леніна.
В Мелітополі ім'ям Каракози Абдалієва була названа вулиця.